# Hiptage microcarpa
Hiptage microcarpa är en tvåhjärtbladig växtart som beskrevs av Jean Baptiste Louis Pierre. Hiptage microcarpa ingår i släktet Hiptage och familjen Malpighiaceae. Inga underarter finns listade i Catalogue of Life.